# Selaginella lepidophylla
Плаунок воскресаючий (Selaginella lepidophylla) — вид вищих спорових плауноподібних  рослин роду Плаунок (Selaginella).

## Історія

прискорене розгортання Selaginella lepidophylla (3 години)

Ілюстрація плаунка воскресаючого у книзі Вільяма Гукера «Icones Plantarum»

Рослина стала відома завдяки своїй здатності скручуватися у кульку в сухий період і розгортатися при потраплянні на неї вологи. Іспанські місіонери використовували її для того, щоб пояснити індіанцям принцип воскресіння.

## Назва
За свої надзвичайні властивості отримала назви «воскресаюча рослина», «кам'яна квітка», «троянда Єрихону», «рослина-динозавр». Плаунок воскресаючий інколи називають папороттю, хоча він до них не відноситься.

## Будова
Має розетку з гілочок висотою до 15 см. Бічні листя товсті і жорсткі, з зовнішньої сторони зелені, з внутрішньої — жовті або червонуваті. Діаметр висохлої рослини — близько 10 см.

## Поширення та середовище існування
Росте в пустелі Чіуауа. Рослина пристосована до екстремальних умов і може пережити тривалий час без води. Зовнішні гілочки скручуються навіть при недовготривалих посухах, тоді як внутрішні закручуються лише після тривалої посухи.

## Практичне використання
Використовується у народній медицині для лікування застуди. Вирощують як декоративну рослину.

## Джерело
- Jiri Haager. «House Plants». — Hamlyn. — Prague, 1980. — P. 40.